# Казе Сброђо (Тревизо)
Казе Сброђо је насеље у Италији у округу Тревизо, региону Венето.
Према процени из 2011. у насељу је живело 45 становника. Насеље се налази на надморској висини од 9 м.